# Greenie Linux

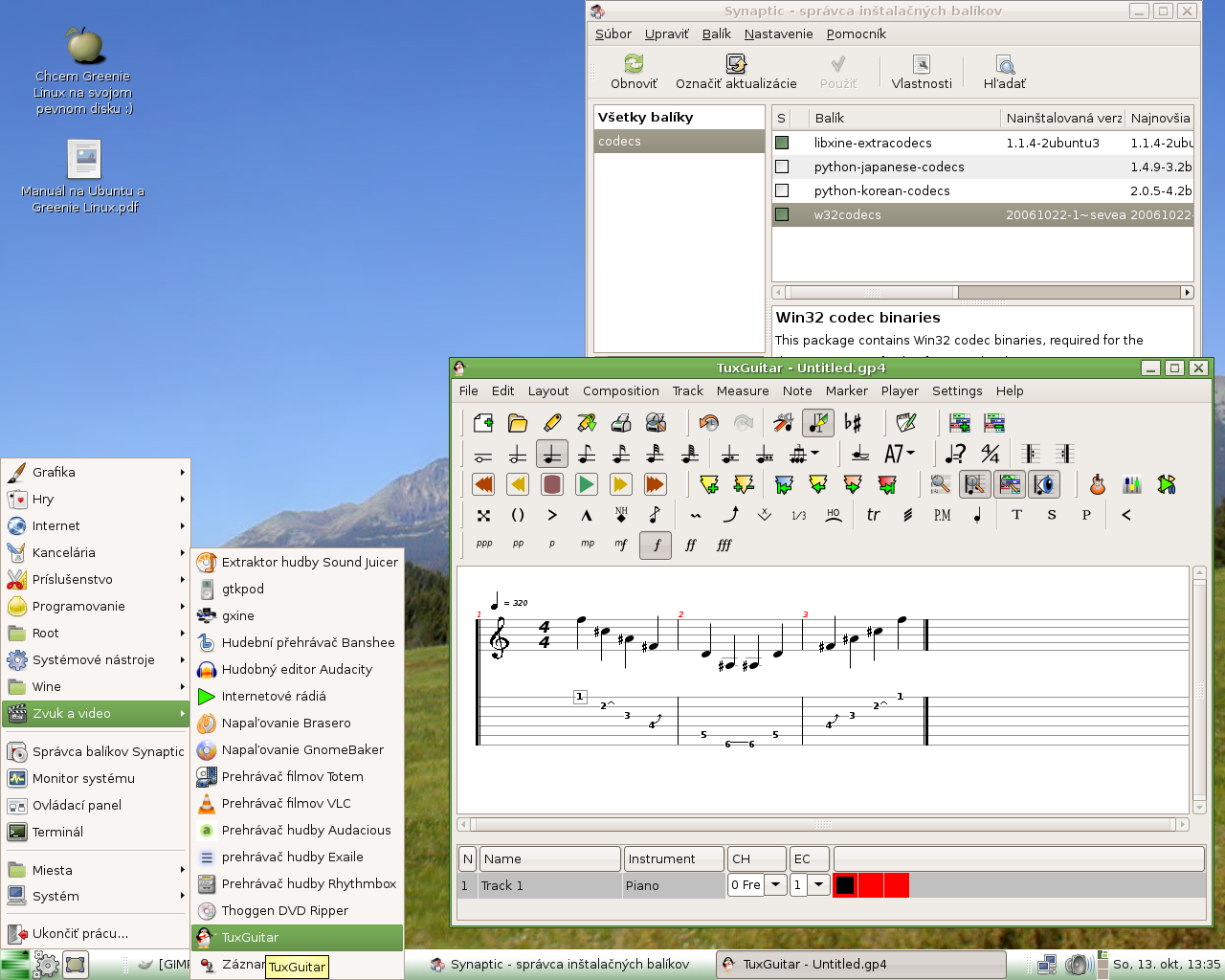
Greenie Linux 1.1

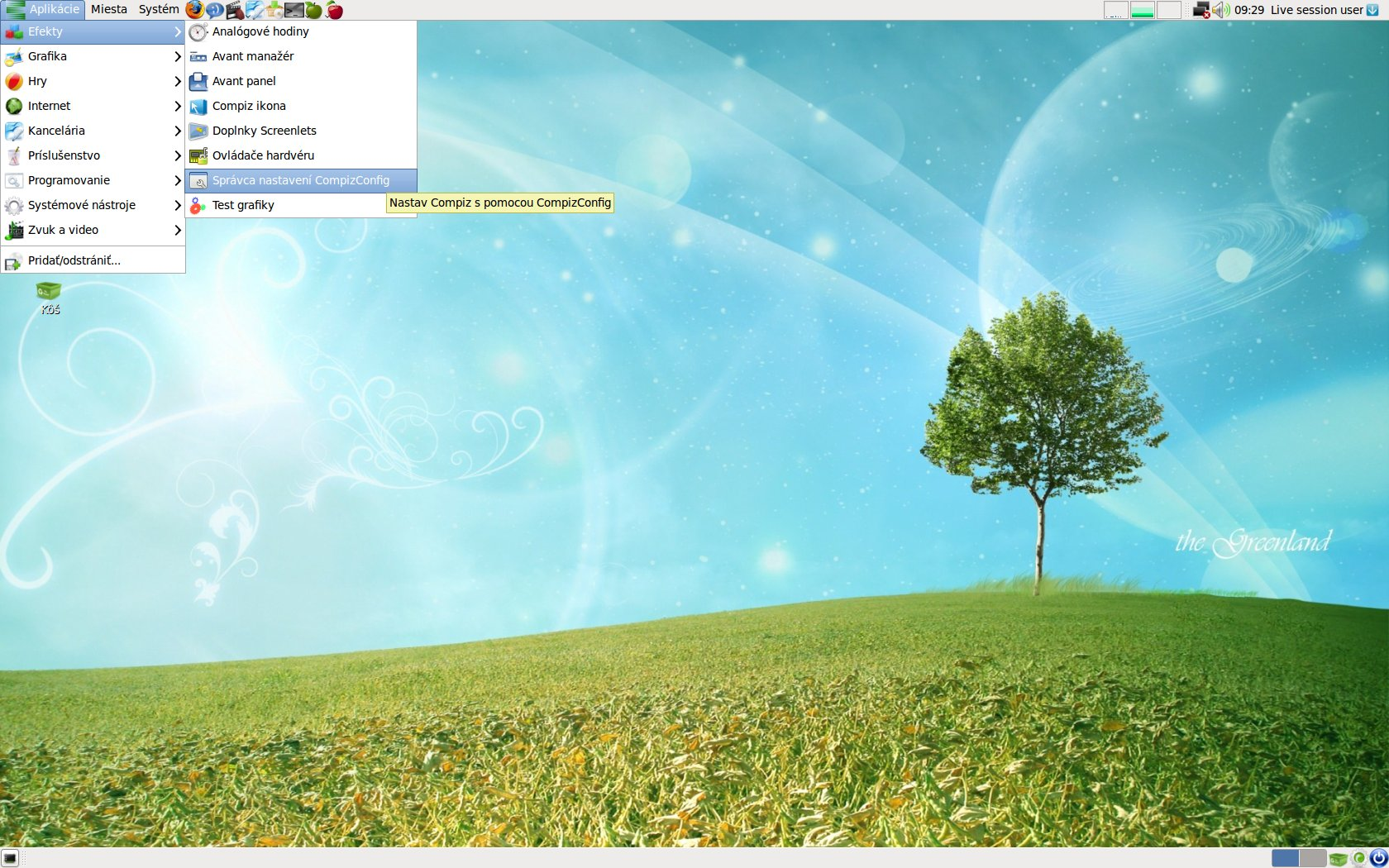
Greenie 5J

Greenie Linux je linuxová distribuce ze Slovenska vycházející z Ubuntu. Greenie Linux je zamýšlen jako linuxová distribuce pro začínající uživatele linuxu ze střední Evropy, zejména z České a Slovenské republiky. Greenie je zaměřen na svobodnou volbu uživatele, a proto už v základu nabízí 2 možnosti na výběr programů nebo verze operačního systému, čímž se od jiných linuxových distrubicí může lišit.

## Historie
První pokusy začaly pod názvem Elvenbuntu. Tato distribuce však existovala jen velmi krátce. Za začátek projektu Greenie Linux, tehdy pod jménem Green Linux, se pokládá 14. září 2007. První verze Greenie Linuxu vyšla 5. října 2007, která vycházela z Ubuntu 7.04 Feisty Fawn. Od verze Greenie Linuxu 3 se za číslo verze vkládá písmeno kódového označení verze Ubuntu, ze které tato verze vychází (např. 3.0.2H znamená, že vychází z Ubuntu 8.04 Hardy Heron).
| Verze  | Datum verze       | Vychází z OS            |
| ------ | ----------------- | ----------------------- |
| 1      | 5. říjen 2007     | Ubuntu Feisty Fawn      |
| 1.1    | 12. říjen 2007    | Ubuntu Feisty Fawn      |
| 2.0    | 24. listopad 2007 | Ubuntu Gutsy Gibbon     |
| 2.0.1  | 4. prosinec 2007  | Ubuntu Gutsy Gibbon     |
| 2.0.2  | 10. prosinec 2007 | Ubuntu Gutsy Gibbon     |
| 2.0.3  | 5. leden 2008     | Ubuntu Gutsy Gibbon     |
| 2.1    | 4. březen 2008    | Ubuntu Gutsy Gibbon     |
| 2.1.1  | 6. duben 2008     | Ubuntu Gutsy Gibbon     |
| 3.0.2H | 13. červen 2008   | Ubuntu Hardy Heron      |
| 3.0.3H | 28. červen 2008   | Ubuntu Hardy Heron      |
| 3.1H   | 13. září 2008     | Ubuntu Hardy Heron      |
| 3.1.3H | 24. říjen 2008    | Ubuntu Hardy Heron      |
| 4i     | 23. listopad 2008 | Ubuntu Intrepid Ibex    |
| 4i R1  | 6. prosinec 2008  | Ubuntu Intrepid Ibex    |
| 4i R2  | 19. leden 2009    | Ubuntu Intrepid Ibex    |
| 4i R3  | 14. březen 2009   | Ubuntu Intrepid Ibex    |
| 5j     | 10. červen 2009   | Ubuntu Jaunty Jackalope |
| 5.0.1j | 17. červen 2009   | Ubuntu Jaunty Jackalope |
| 5.0.2j | 3. červenec 2009  | Ubuntu Jaunty Jackalope |
| 5.1j   | 18. říjen 2009    | Ubuntu Jaunty Jackalope |
| 6k     | 26. listopad 2009 | Ubuntu Karmic Koala     |
| 6.0.1k | 27. listopad 2009 | Ubuntu Karmic Koala     |
| 6.0.2k | 15. prosinec 2009 | Ubuntu Karmic Koala     |
| 6.1k   | 22. leden 2010    | Ubuntu Karmic Koala     |
| 6.1.1k | 2. duben 2010     | Ubuntu Karmic Koala     |
| 7L     | 15. červen 2010   | Ubuntu Lucid Lynx       |
| 7.1L   | 22. srpen 2010    | Ubuntu Lucid Lynx       |
| 8M     | 8. listopad 2010  | Ubuntu Maverick Meerkat |
| 8.1M   | 23. leden 2011    | Ubuntu Maverick Meerkat |
| 9N     | 17. červen 2011   | Ubuntu Natty Narwhal    |
| 9.1N   | 20. říjen 2011    | Ubuntu Natty Narwhal    |
| 20.04  | 3. červen 2020    | Focal Fossa             |

## Technické záležitosti
Současná verze obsahuje speciální program Greenport, který slouží pro přidávání programů, např. Skype, nebo VLC Media Player. Pomocí tohoto programu může každý na svůj server umístit bash skripty s metadaty, které mohou uživatelé (kteří znají URL adresu umístění tohoto "repozitáře") pomocí grafického rozhraní spouštět na svém počítači dané skripty.

## Verze

### GOS (GreenieOS)
DVD verze, výborná pro běžné použití s množstvím softwaru. Obsahuje prostředí Gnome, Fluxbox a Openbox, součástí je překlad do slovenštiny, češtiny, polštiny, maďarštiny, němčiny a angličtiny.

### Gerfi (Gerfihellania)
CD verze, obsahující méně softwaru, ale vejde se na 1 CD. Obsahuje prostředí Gnome a Openbox, součástí je překlad do slovenštiny a češtiny.

### Galadriel
CD verze. Umožňuje instalovat systém úplně od začátku.

### Greenie Webmaster
Obsahuje nástroje pro webmastery, editory (např. Kate), prohlížeče (např. Mozilla Firefox, Opera, Konqueror), ale i Apache2, Perl, Java, MySQL a návody na tvorbu stránek z Jakpsatweb.cz.